# John Buckler
John Buckler, Snr FSA (30 de noviembre de 1770-6 de diciembre de 1851) fue un artista británico y arquitecto ocasional, recordado sobre todo por sus numerosos dibujos de iglesias y otros edificios históricos, en los que dejó constancia de muchos de los que han sido alterados o destruidos desde entonces.

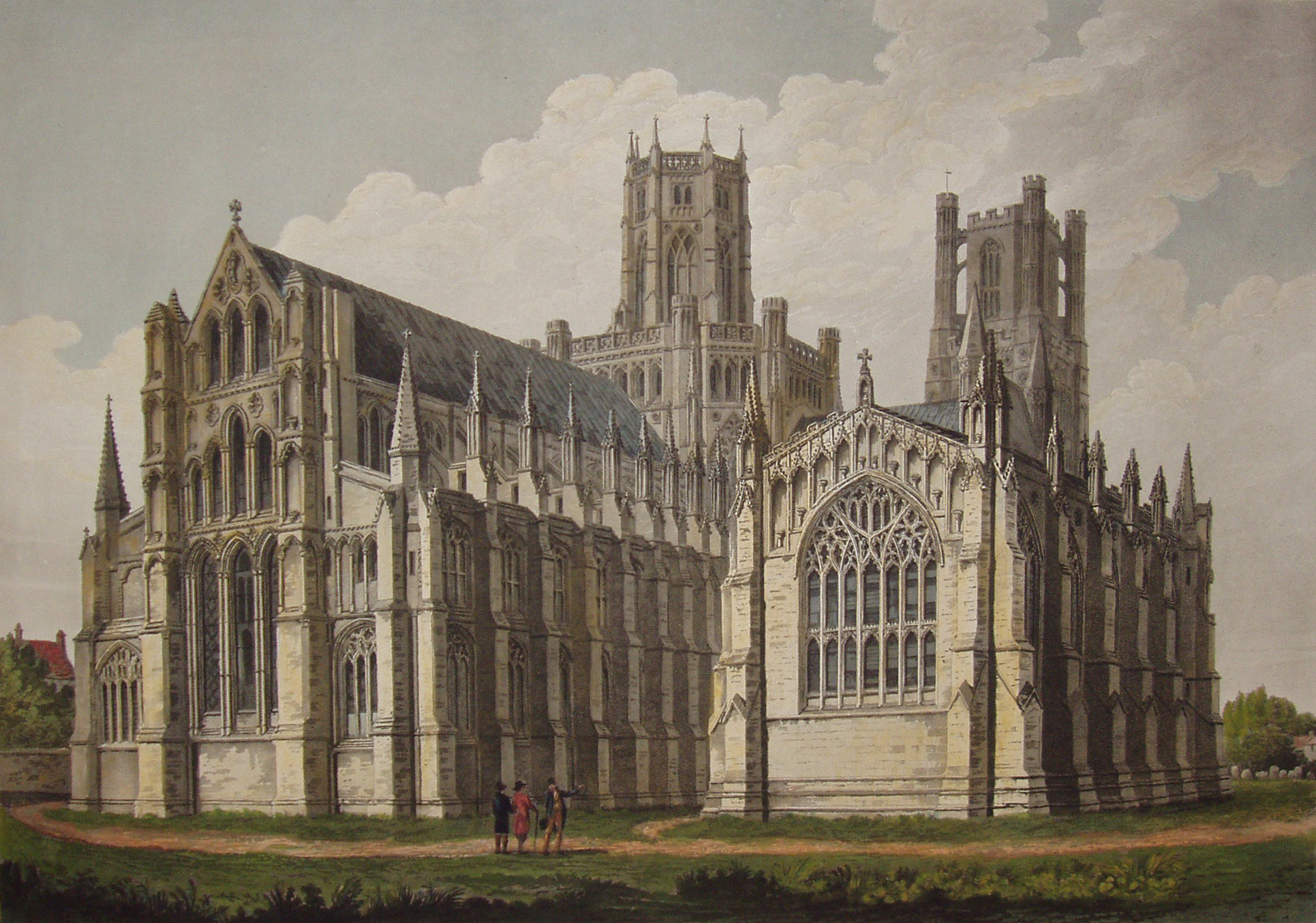
Uno de los dibujos de Buckler de la catedral de Ely

## Biografía
Buckler nació en Calbourne, Isla de Wight . A la edad de 15 años se convirtió en secretario del administrador del Magdalen College, Oxford y comenzó a participar durante toda su vida en la gestión de las propiedades del colegio en Londres. Tras varios años trabajando en los planos de los nuevos edificios, hacia 1801 se convirtió en alguacil y recaudador de rentas del Magdalen College en Freeman's Court, Londres, y en Southwark, cargo que ocupó hasta su jubilación en 1849. El trabajo para el colegio le permitió disponer de mucho tiempo libre, y también ejerció como arquitecto hasta 1830, diseñando edificios como el castillo de Halkyn, Flint (1822-27), para Robert Grosvenor, 2º conde de Grosvenor (posteriormente elevado a marqués de Westminster), la torre de la iglesia de Theale, Berkshire (1827–28),  el priorato de Glastonbury, también llamado Abbey House, Somerset (1829-1830) para JF Reeves, y el Poll Park, Denbighshire (c. 1828), para William Bagot, segundo barón de Bagot, "un ensayo temprano en el estilo de entramado de madera ", según Howard Colvin, quien sugirió que Buckler participó en la remodelación gótica del Blithfield Hall, Staffordshire, para Lord Bagot, 1822–23. Él o su hijo también diseñaron la iglesia de San Juan Bautista, Pentrobin, ahora Penymynydd, en el condado de Flintshire, en 1843, para Sir Stephen Glynne, como una de las primeras iglesias góticas que surgieron de la Cambridge Camden Society.

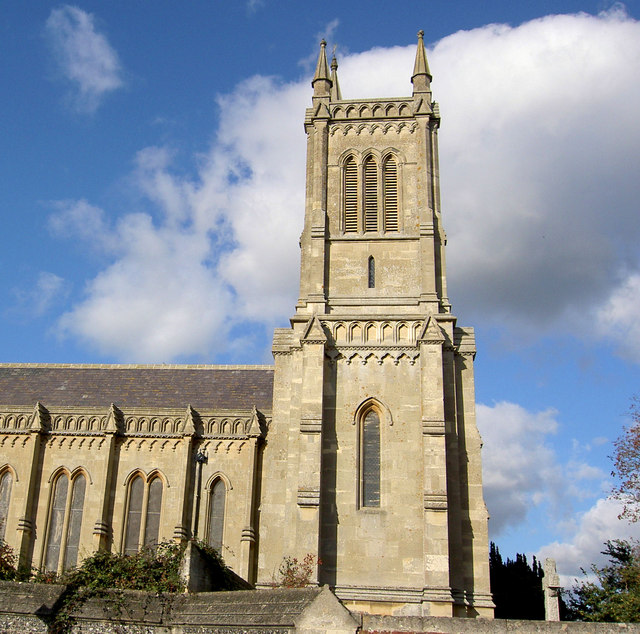
La Iglesia de la Santísima Trinidad en Theale, Berkshire. La torre fue diseñada por John Buckler.

El interés de Buckler por el arte se desarrolló con el tiempo, y sus primeros trabajos publicados fueron dos aguatintas del Magdalen College en 1797. Siguió en 1799 con un grabado de la Catedral de Lincoln; el primero de una serie que incluía todas las catedrales de Inglaterra en 1814, así como muchas de las iglesias colegiadas y parroquiales. Poco después de 1800, Richard Colt Hoare de Stourhead le encargó que produjera diez volúmenes de dibujos de iglesias y otros edificios históricos en Wiltshire. Le siguieron encargos similares de otros anticuarios, como William Salt de Staffordshire, y al final de su vida, según su propio relato, Buckler había producido alrededor de 13.000 dibujos de edificios. Muchos de los edificios que dibujó Buckler no se habían registrado previamente, y muchos han sido demolidos o modificados sustancialmente desde entonces, por lo que su trabajo es ahora una valiosa fuente de información sobre la historia de la arquitectura británica. Su trabajo se exhibió en la Royal Academy todos los años desde 1798 hasta 1849, y se convirtió en miembro de la Sociedad de Anticuarios de Londres en 1810.
John Buckler murió en Newington, Londres, en 1851, dos años después de su jubilación. En la actualidad, la Biblioteca Británica conserva 42 volúmenes de sus bocetos; otros lugares que albergan colecciones de su obra son el Museo de Wiltshire en Devizes, el Museo de Taunton, la Biblioteca William Salt de Stafford y la Biblioteca Bodleian de Oxford.

## Familia
Su hijo mayor, John Chessell Buckler (1793-1894), también arquitecto y artista, escribió varios libros ilustrados sobre la historia de la arquitectura británica, y su hijo menor, George Buckler (1811-1886), ejerció también como arquitecto. La familia Buckler de arquitectos y artistas topográficos ha sido objeto de un proyecto de investigación desde 2013 acogido por el Instituto de Historia y Teoría de la Arquitectura de la ETH de Zúrich.